# Xuriach
Xuriach és una companyia especialitzada en la dansa i la música del Renaixement i del Barroc, amb un interès particular pel repertori català i ibèric i de tradició oral. Es dedica a l’estudi i la difusió del gènere en qüestió, a més de la creació d'espectacles. Creada el 2009 per Marc Riera i Albaigès i Anna Romaní Hernández, al llarg dels anys hi han col·laborat més d'una vintena d'artistes i professionals i ha comptat també amb Carles Mas i Edwin García com a directors artístics convidats. El 2019 van presentar el seu primer discː Sonau, musichs, sonau…! Balls i festa a la Catalunya del barroc.
Xuriach pren el cognom d'una família de constructors d’instruments de vent fusta de Barcelona del segle XVIII, molts dels quals també eren músics.